# Bezirksamt Kenzingen
Das Bezirksamt Kenzingen war eine von 1813 bis 1872 bestehende Verwaltungseinheit im Süden des Großherzogtums Baden.

## Geographie
Das Gebiet des Bezirksamtes erstreckte sich im nördlichen Breisgau vom Oberrhein (mit der Mündung der Elz) im Westen über die angrenzende Oberrheinische Tiefebene und die Lahr-Emmendinger Vorberge in den mittleren Schwarzwald im Osten. Ganz im Süden hatte es einen kleinen Anteil am nördlichen Kaiserstuhl.

## Geschichte

### Historischer Hintergrund
Im hohen Mittelalter hatte sich in Breisgau und Markgräflerland mit den Herren von Üsenberg ein Adelsgeschlecht etablieren können, dem auch die Kirnburg gehörte. Mit der übergeordneten Landgrafschaft Breisgau fiel das zugehörige Gebiet an das Haus Habsburg. Mit dem vorderösterreichischen Oberamt Breisgau wurde es 1803 Teil des kurzlebigen Herzogtums Modena-Breisgau, infolge des Pressburger Friedens von 1805 geriet es 1806 unter die Landeshoheit Badens. Im Sommer 1807 entstand hier das Oberamt Kenzingen, das Anfang 1810 in das Amt Kenzingen überging.

### Nach der Gründung

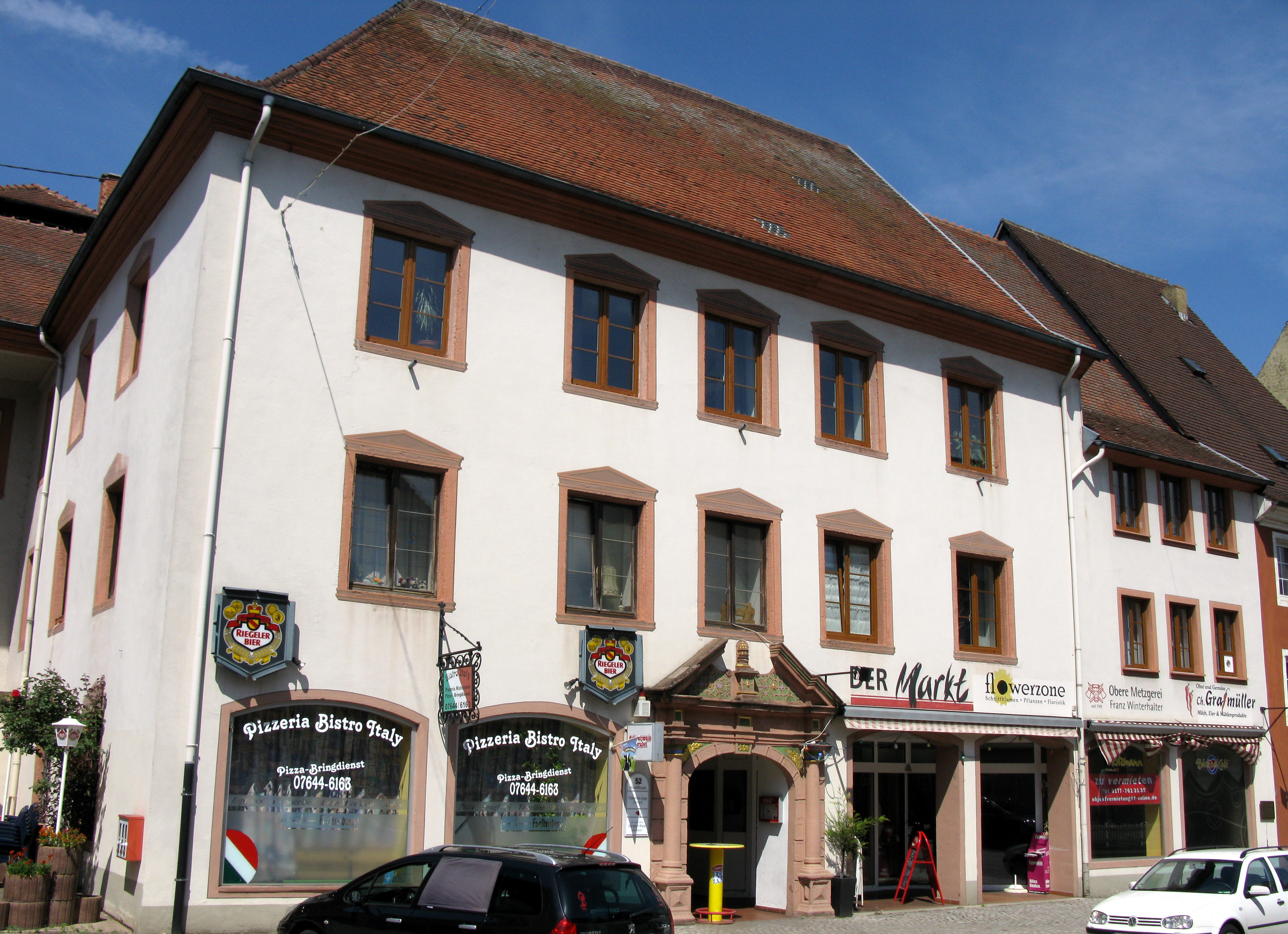
Das Gumpp’sche Haus

Nachdem die Aufhebung der Patrimonialgerichtsbarkeit 1813 eine einheitliche Zuständigkeit der Ämter ermöglicht hatte. wurde das Amt Kenzingen in das Bezirksamt Kenzingen umgewandelt. Bei dieser Gelegenheit kamen vom Amt Endingen einer und vom Amt Ettenheim drei Orte hinzu. Zudem wurde ihm die rechtliche Zuständigkeit (die bis 1857 bei den Ämtern lag) für drei grundherrliche Orte zugewiesen. Untergebracht war die Verwaltung im sogenannten Gumpp’schen Haus in der Hauptstraße.
1819 wurde das südwestlich angrenzende Amt Endingen aufgeteilt, die nordöstliche Hälfte dem Bezirksamt Kenzingen zugewiesen. Nachfolgend blieb es in seinem Umfang unverändert. 1857 wurde Kenzingen Sitz eines Amtsgerichtes, dessen räumlicher Zuständigkeitsbereich die 17 Gemeinden des Amtsbezirks umfasste. 1872 wurde auch das Bezirksamt Kenzingen aufgelöst. Die Stadt Endingen sowie Gemeinden Amoltern, Forchheim, Hecklingen, Riegel am Kaiserstuhl, Weisweil und Wyhl am Kaiserstuhl wurden dem Bezirksamt Emmendingen zugeschlagen, die Stadt Kenzingen sowie die Gemeinden Bleichheim, Bombach Broggingen, Herbolzheim, Niederhausen, Nordweil, Oberhausen, Tutschfelden und Wagenstadt zunächst dem Bezirksamt Ettenheim. 1879 wechselten diese Gemeinden aus dem Bezirksamt Ettenheim ebenfalls in das Bezirksamt Emmendingen. 1939 ging aus dem Bezirksamt Emmendingen der Landkreis Emmendingen hervor.

## Orte und Einwohnerzahlen
1813 kamen vom Amt Endingen Weisweil mit Herdern, von Ettenheim Broggingen, Tutschfelden und Wagenstadt hinzu, bei den grundherrlichen Orten handelte es sich um Hecklingen, Bleichheim und Heimbach. Letztgenanntes wurde 1819 zum Bezirksamt Emmendingen umgegliedert, dafür kamen vom aufgelösten Bezirksamt Endingen der Hauptort sowie Amoltern, Forchheim, Riegel und Wyhl zum Bezirksamt Kenzingen. 1825 wurde für das Gebiet des Bezirksamtes von 21.374 Einwohnern berichtet.

### 1836
1836 waren es 22.545 Menschen, die im Gebiet des Bezirksamtes lebten. Sie verteilten sich auf drei Städte und 14 Gemeinden:
- Kenzingen, Stadt: 2607
- Amoltern: 412
- Bleichheim: 758
- Bombach: 692
- Broggingen: 598
- Endingen, Stadt: 3132
- Forchheim: 1731
- Hecklingen: 733
- Herbolzheim, Stadt: 2031
- Niederhausen: 1206
- Nordweil: 775
- Oberhausen: 1812
- Riegel: 1870
- Tutschfelden: 380
- Wagenstadt: 682
- Weisweil: 1671
- Wyhl: 1455

### 1864
1864 lebten im Amtsbezirk 21.495 Menschen in nach wie vor 17 Gemeinden.

## Übergeordnete Behörden
Die, im Rahmen der Verwaltungsgliederung des Landes übergeordneten Behörden waren:
- 1813 bis 1832 der Dreisamkreis
- 1832 bis 1864 der Oberrheinkreis
- ab 1864 der Landeskommissärbezirk Freiburg, zugleich wurden seine Gemeinden dem Kreisverband Freiburg zugeordnet.

## Leiter der Verwaltung
Die Leitung der Verwaltung, mit unterschiedlichen Titeln, hatten inne:
- 1813 bis 1821: Johann Nepomuk Wetzel
- 1821 bis 1832: Chrisostomos Wolfinger
- 1832 bis 1835: Karl Joseph Riegel
- 1835 bis 1840: Franz Sales Dietz
- 1840 bis 1842: Anton Nombride
- 1842 bis 1849: Franz Jagemann
- 1850 bis 1855: Karl Ernst Hotz
- 1855 bis 1864: Anton Dilger
- 1864 bis 1868: Hermann Baader
- 1868 bis 1871: Alexander Wallau
- 1871 bis 1872: Johann Gruber